# 陈应元 (万历癸丑进士)
陳應元（1582年—1641年），字思昌，號幼白，南直隶应天府江浦县籍福建莆田县人，明朝政治人物。

## 生平
万历三十四年（1606年）丙午科应天乡试举人，四十一年（1613年）癸丑科二甲第二十一名進士。授工部营缮司主事，升员外郎、郎中，四十六年（1618年）十二月升西安府知府，天启元年（1621年）十二月升陕西按察司副使，历陕西右参政，六年（1626年）正月升湖广按察使、分巡下江防道。崇祯元年（1628年）六月起复四川按察使，升山东左布政使，四年（1631年）正月入觐，召对平台，问陈应元曰：『尔省所负宣、大兵饷数十万，何也』？陈应元曰：『近已解纳』。上曰：『宣大重镇，兵饷急需；自宜速清』。五年（1632年）十月山東巡按今戴罪王道純薦舉，升右副都御史、巡抚登莱，保留山东左布政使。卒赠兵部侍郎。

## 家族
曾祖陳大濩。嗣曾祖陳大韶。祖父陳陶卿。父陳邦宗。